# Auguste Groß von Trockau
Auguste Johanna Freiin Groß von Trockau, auch bekannt unter ihrem Pseudonym Jutta Berthen, (* 2. Juni 1845 in Würzburg; † 27. Februar 1915 ebenda) war eine deutsche Schriftstellerin.

## Leben und Wirken
Auguste Groß von Trockau wurde als Spross eines fränkischen Adelsgeschlechts geboren. Sie war die älteste Tochter des Freiherrn Friedrich Groß von Trockau, dem Inhaber des Seniorats der älteren Linie. Die Familie lebte in Würzburg (Dompfarrgasse 5), wo Auguste Groß von Trockau fast ihr ganzes Leben verbrachte. Ihre Bildung erhielt sie von Hauslehrern, französischen Gouvernanten und später in der Fortbildungsklasse einer Würzburger Erziehungsanstalt. Als ihr Vater zum zweiten Mal heiratete und die finanzielle Situation sich verschlechterte, zog Auguste Groß von Trockau für zwei Jahre nach Genua, wo sie unter anderem als Erzieherin in einer Familie arbeitete. Dank ihr zufallender Präbenden konnte sie wieder ins Haus ihres Vaters zurückkehren. Später lebte sie als Stiftsdame im Kanonissenstift St. Anna in Würzburg.
Schriftstellerisch wirkte Auguste Groß von Trockau hauptsächlich als Erzählerin und Dramatikerin. Ab 1871 schrieb sie Beiträge für verschiedene Zeitschriften. 1877 erschien ihr Erstlingswerk, Die Epen der Erlösung. Literarische Skizzen. Darauf folgend veröffentlichte sie Novellen, Lustspiele und Weihnachtsspiele.

## Werke
- Die Epen der Erlösung. Literarische Skizze. Woerl, Würzburg 1877.
- Liebe und Leidenschaft. 1881.
- Tante Lisbeth. Benziger, Einsiedeln 1884.
- Ich heirate meine Tochter. Reclam, Leipzig 1885.
- Ein Nürnberger Kind. Ein Lebensbild als Roman. Stahel, Würzburg 1889.
- Elepenors Eheglück. Novelle aus der Künstlerwelt. Berlin 1892.
- Der Christbaum der Gnomen. E. Bloch, Berlin 1900.
- Der Zug der Krippe. E. Bloch, Berlin 1900.
- Das Schwesterlein. E. Bloch, Berlin 1900.

## Hörspiele
- 1927: Ich heirate meine Tochter. Lustspiel in einem Akt – Produzent: NORAG. Regie: Hans Freundt

Sprecher
- Lotte Schloß:	Baronin von Sassen
- Karl Pündter:	Ottmar von Sassen
- Edith Scholz:	Alke von Lassen
- Hans Freundt:	Johann, Diener